# بطاقة الهوية الأرجنتينية
بطاقة الهوية الأرجنتينية (بالإسبانية:Documento Nacional de Identidad أو DNI) (أي وثيقة الهوية الوطنية) هي بطاقة هوية الرسمية للمواطنين الأرجنتينيين, وكذلك الأجانب المقيمين المؤقتين أو الدائمين. يتم إصداره عند ولادة الشخص، ويجب تجديده في سن الثامنة والرابعة عشر سنة، وبعد ذلك كل خمسة عشر سنة في شكل واحد: بطاقة (DNI tarjeta); يكون صحيحًا إذا كان صاحب الهوية مطلوبًا، وهو مطلوب للانتخاب. يتم إنتاجها في مصنع خاص من قبل السجل الوطني الأرجنتيني للأشخاص (ReNaPer).
يوضح الجانب الأمامي من البطاقة، باللغتين الإنجليزية والإسبانية، الاسم والجنس والجنسية وإصدار وتاريخ الميلاد وتاريخ الإصدار وتاريخ انتهاء الصلاحية ورقم المعاملة إلى جانب رقم DNI والصورة الشخصية والتوقيع حامل البطاقة. يعرض الجانب الخلفي للبطاقة عنوان حامل البطاقة إلى جانب بصمة إصبع الإبهام اليمنى. يعرض الجانب الأمامي من DNI أيضًا الرمز الشريطي PDF417 بينما يظهر الظهر معلومات قابلة للقراءة آليًا. رقم DNI الفريد هو شبه مثقب من خلال الجانب الأمامي الأيمن من البطاقة.
يعد DNI وثيقة سفر صالحة لدخول الدول الأعضاء في Mercosur (البرازيل، باراجواي, أوروغواي، فنزويلا) والدول المرتبطة بالمجموعة (بوليفيا، شيلي, كولومبيا، الإكوادور, بيرو).

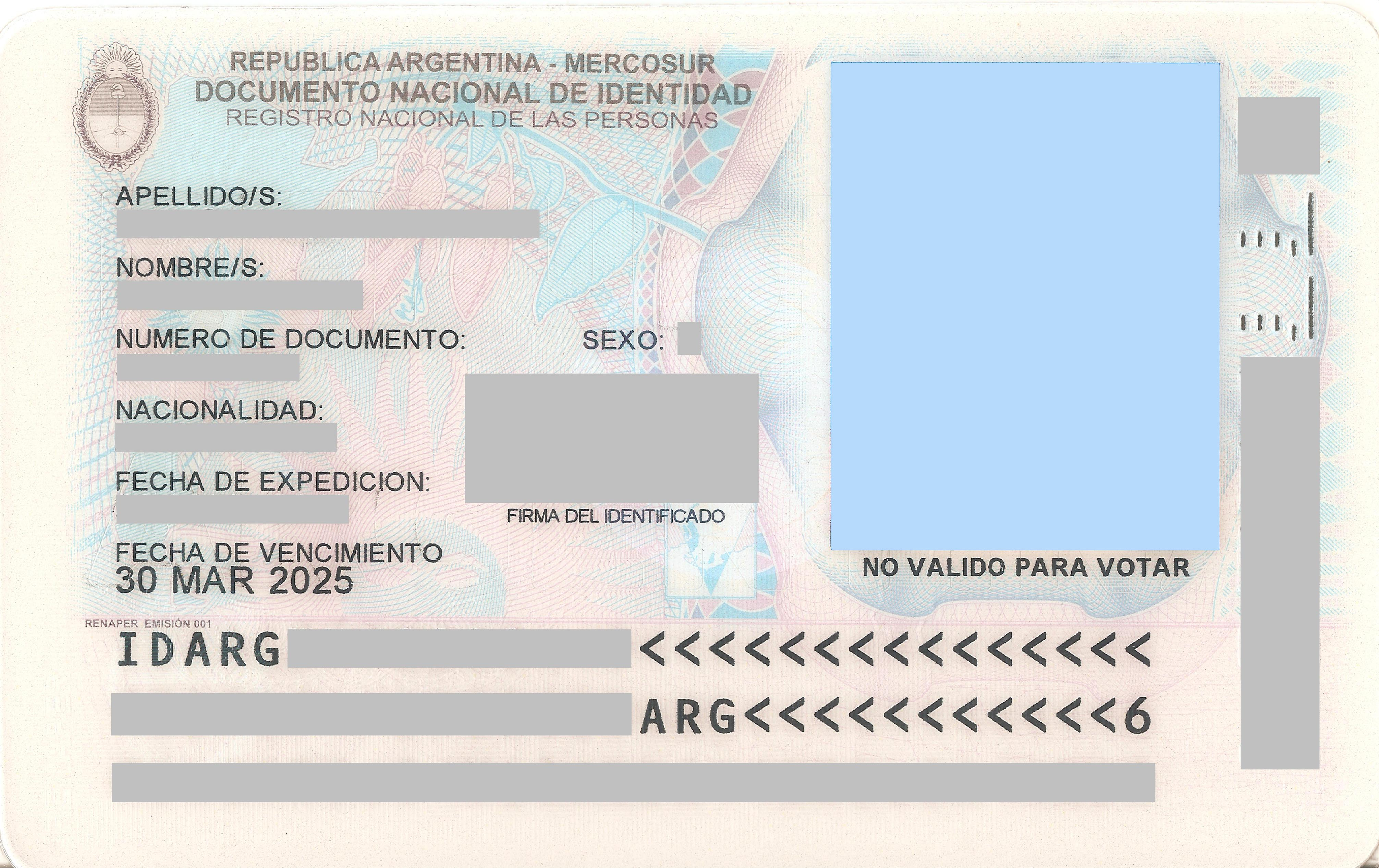
الجانب الأمامي من الإصدار السابق من بطاقة DNI الصادرة من 2009-2012.

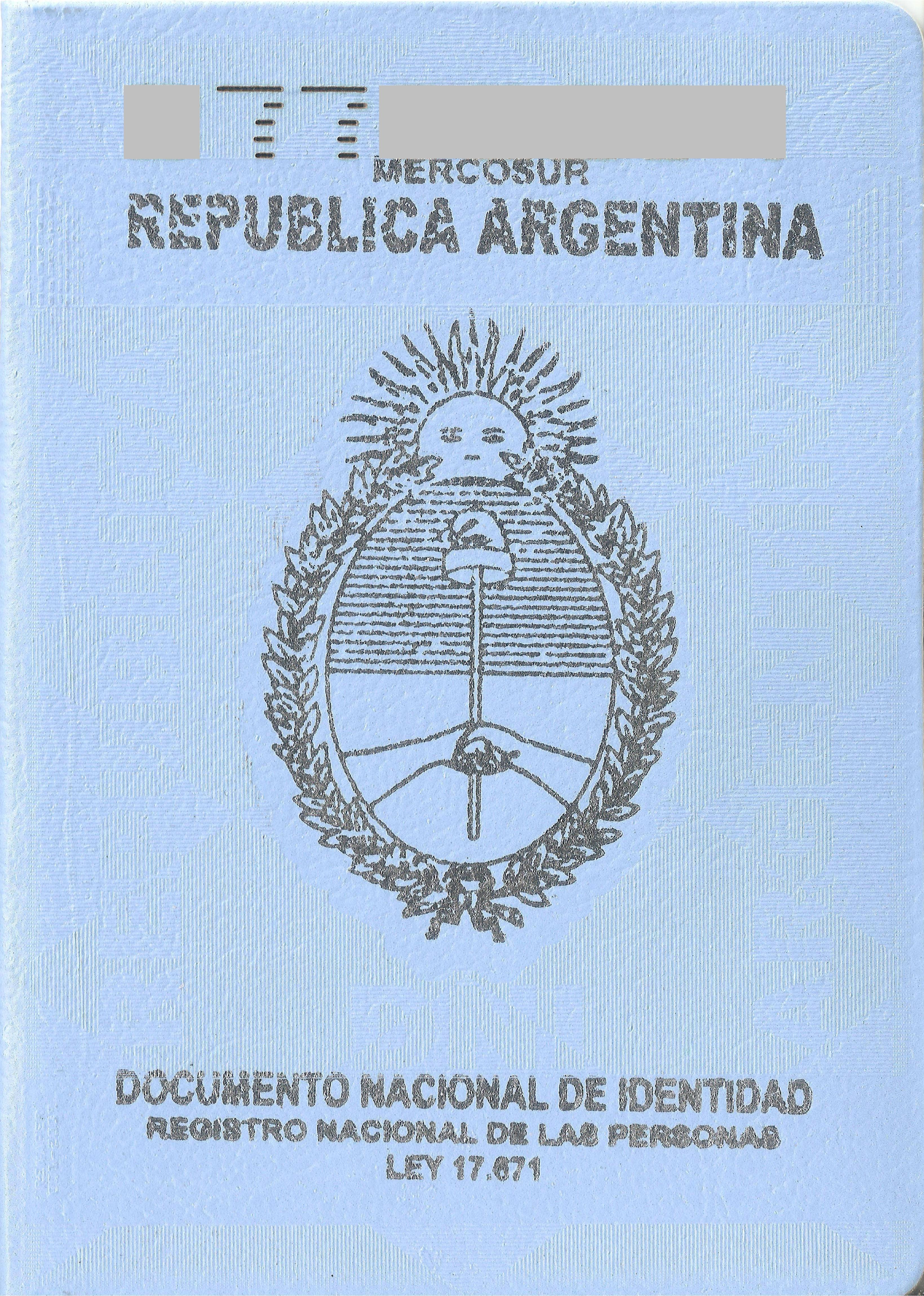
كتيب أزرق DNI صدر من 2009-2012.

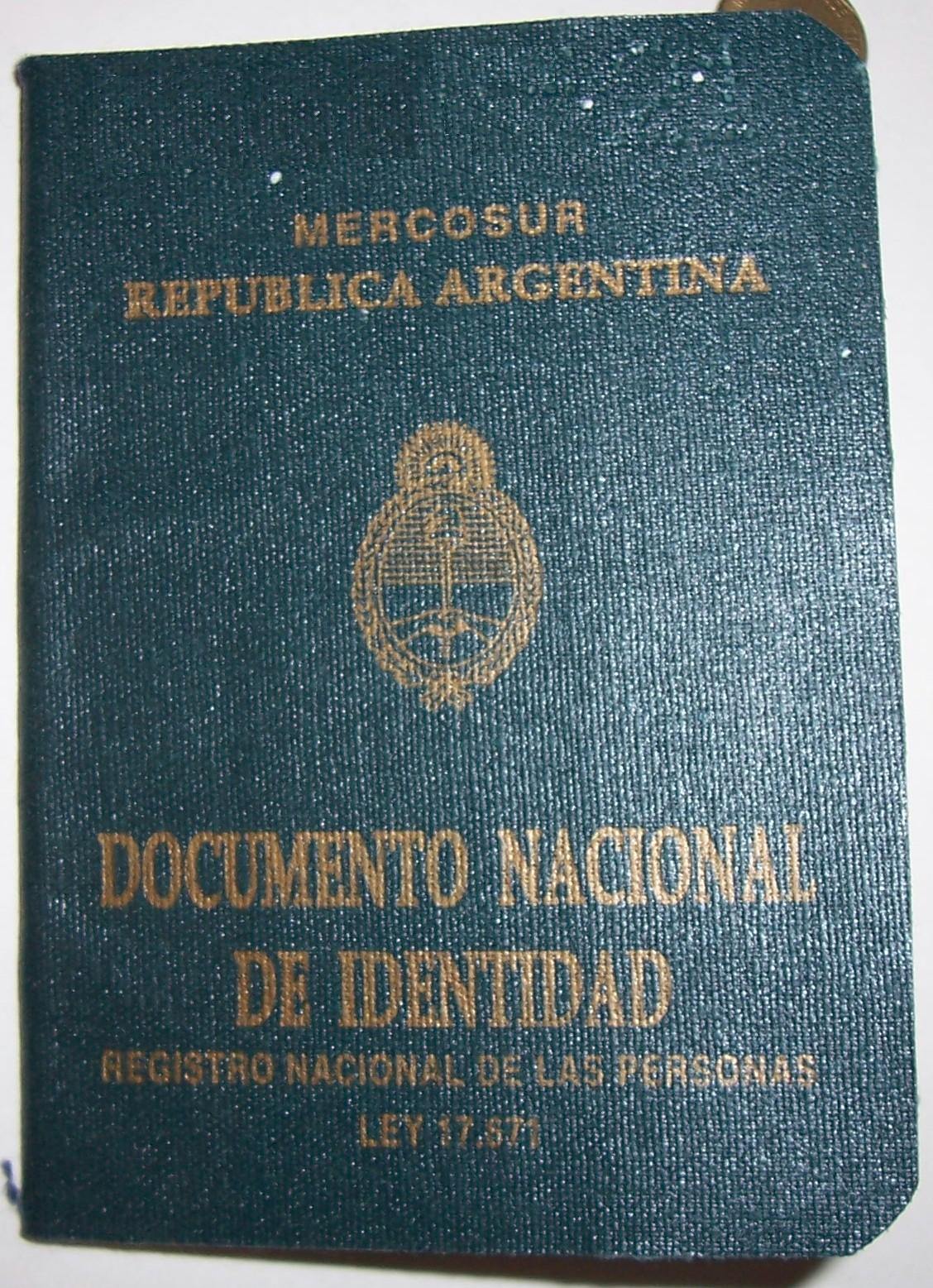
نسخة libreta الخضراء السابقة من DNI التي تم إصدارها من 1968-2009 ، حتى بدأ إصدار بطاقات DNI الجديدة.

قبل إدخال DNI في عام 1968, كان للنساء ("كتيب مدني") ("Libreta cívica")؛ وللرجال ("كتيب التسجيل العسكري") ("Libreta de enrolamiento"). لسنوات عديدة، صدر DNI ككتيب أخضر صغير (يدعى libreta). في عام 2009, تم تجديد وتحديث DNI ؛ والكتيبات (الزرقاء الآن) صدرت مع بطاقة هوية في وقت واحد. منذ عام 2012, يتم إصدار DNI فقط في تنسيق البطاقة. مطلوب بطاقة DNI الجديدة للحصول على جواز السفر الأرجنتيني الإلكتروني الجديد.

## اقرأ أيضاً
جواز سفر أرجنتيني
متطلبات الحصول على تأشيرة لمواطني الأرجنتين